# Pierre-Jules Guyet-Laprade
Pierre Jules Guyet-Laprade est un homme politique français né le 6 juin 1756 à Meilhan-sur-Garonne (Lot-et-Garonne) et décédé le 21 janvier 1826 au même lieu.

## Biographie
Il est le fils de Pierre Guyet de la Prade, chevalier de l'ordre militaire de Saint-Louis et capitaine de grenadiers royaux, et de Françoise Delas,
Capitaine de grenadiers au régiment de Bouillon-Infanterie entre 1775 et 1789, il devient juge de paix puis administrateur du département. Il est député de Lot-et-Garonne à la Convention, siège avec les modérés et vote la détention de Louis XVI. Il passe au Conseil des Cinq-Cents le 23 vendémiaire an IV et démissionne le 14 ventôse an V. Il devient conseiller général en 1812.
Son frère aîné, Pierre-Timothée Guyet de Laprade (1756, Bordeaux - 1836, Meilhan) est le premier conservateur des eaux et forêts de Bordeaux de 1798 à 1815 sous le Consulat et l'Empire. À la Restauration, sur les conseils de son directeur général Bergon, avec qui il était en correspondance régulière à propos de la Commission des dunes, il prit sa retraite précipitamment le 18 décembre 1815. Son poste à la tête de 11e Conservation de Bordeaux, fut occupé provisoirement par Jean-François de Vernejoul (1782-1846). Précédemment Pierre-Timothée Guyet de Laprade obtint à 25 ans l'office de maître particulier des eaux et forêts de Guyenne à Bordeaux (1782) et fut chef du service forestier du département de la Gironde.

## Sources
- « Pierre-Jules Guyet-Laprade », dans Adolphe Robert et Gaston Cougny, Dictionnaire des parlementaires français, Edgar Bourloton, 1889-1891 [détail de l’édition]